# Crunchyroll Anime Awards 2022
Die sechsten Crunchyroll Anime Awards wurden am 9. Februar 2022 zum sechsten Mal verliehen. Die Verleihung fand im Rahmen eines Livestreaming-Event statt.
Die Animeserie Jujutsu Kaisen erhielt mit 16 Nominierungen und sechs Auszeichnungen.

## Hintergrund und Ablauf
Zwischen dem 14. und 20. Oktober 2021 konnten von der Öffentlichkeit Mitglieder für die Jury vorgeschlagen werden. Die Jurymitglieder, die unter anderem aus Synchronsprecherin Samina König und Webvideoproduzent Sebastian Lenßen von PietSmiet bestand, wurde von Crunchyroll am 16. Dezember 2022 bekannt gegeben.
Erstmals wurden synchronsprecherliche Leistungen mit einer eigenen Kategorie geehrt. Preise gab es für Vertonungen in deutscher, englischer, japanischer, französischer, spanischer, portugiesischer und russischer Sprache. Zudem wurde eine Kategorie für Romance-Anime eingeführt. Auch wurden die Kategorien Bester Film und Beste Action wieder eingeführt, während die Kategorie Bestes Paar 2022 nicht verliehen wurde.
Insgesamt wurden Preise in 26 Kategorien vergeben. Die Nominierungen wurden am 18. Januar 2022 bekannt gegeben und die Abstimmungsphase gestartet, die bis zum 25. Januar lief. Die Gewinner wurden am 9. Februar 2022 in einem Livestreaming-Event und über die Soziale Medien des Unternehmens bekannt gegeben.

## Gewinner und Nominierte
| Kategorie              | Preisträger                                                                        | außerdem nominiert |
| ---------------------- | ---------------------------------------------------------------------------------- | --- |
| Anime des Jahres       | Attack on Titan Final Season Part I                                                | 86: Eighty Six Jujutsu Kaisen 2nd Cour Oddtaxi Ranking of Kings Sonny Boy |
| Beste Animation        | Demon Slayer Mugen Train Arc                                                       | Jujutsu Kaisen 2nd Cour Miss Kobayashi’s Dragon Maid S Mushoku Tensei Cour 1 Vivy -Fluorite Eye’s Song- Wonder Egg Priority |
| Beste Regie            | Baku Kinoshita – Oddtaxi                                                           | Yuichiro Hayashi – Attack on Titan Final Season Part I Sunghoo Park – Jujutsu Kaisen 2nd Cour Yo Moriyama – Megalo Box 2: Nomad Shingo Natsume – Sonny Boy Shin Wakabayashi – Wonder Egg Priority |
| Bestes Charakterdesign | Tadashi Hiramatsu – Jujutsu Kaisen 2nd Cour                                        | Baku Kinoshita & Hiromi Nakayama – Oddtaxi Atsuko Nozaki – Ranking of Kings Michinori Chiba – Sk8 the Infinity loundraw & Yūichi Takahashi – Vivy –Fluorite Eye’s Song– Saki Takahashi – Wonder Egg Priority |
| Beste:r Protagonist:in | Odokawa (Oddtaxi)                                                                  | Eren Jaeger (Attack on Titan Final Season Part I) Yuji Itadori (Jujutsu Kaisen 2nd Cour) Joe (Megalo Box 2: Nomad) Bojji (Ranking of Kings) Ai Ohto (Wonder Egg Priority) |
| Beste:r Antagonist:in  | Eren Jaeger (Attack on Titan Final Season Part I)                                  | Tomura Shigaraki (My Hero Academia S5) Yano (Oddtaxi) Echidna (Re:Zero) Ainosuke Shindo/„ADAM“ (Sk8 the Infinity) Tetta Kisaki (Tokyo Revengers) |
| Beste Kampfszene       | Yuji Itadori & Aoi Todo vs Hanami (Jujutsu Kaisen 2nd Cour)                        | Eren Jaeger vs. War Hammer Titan (Attack on Titan Final Season Part I) Naruto Uzumaki vs Isshiki Otsutsuki (Borute: Naruto Next Generations) Yuji Itadori & Nobara Kugisaki vs. Eso & Kechizu (Jujutsu Kaisen 2nd Cour) Elma vs Tohru (Miss Kobayashi’s Dragon Maid S) Vivy vs. Yugo Kakitani – Vivy -Fluorite Eye’s Song-                                                                  |
| Bester Junge           | Bojji (Ranking of Kings)                                                           | Senku Ishigami (Dr. Stone Stone Wars) Izumi Miyamura (Horimiya) Odokawa (Oddtaxi) Ken „Draken“ Ryuguji (Tokyo Revengers) Manjiro „Mikey“ Sano (Tokyo Revengers) |
| Bestes Mädchen         | Nobara Kugisaki (Jujutsu Kaisen 2nd Cour)                                          | Vladilena Milizé (86: Eighty Six) Tohru Honda (Miss Kobayashi’s Dragon Maid S) Sarasa Watanabe (Kageki Shōjo!!) Shoko Komi (Komi can’t communicate) Ai Ohto (Wonder Egg Priority) |
| Bester Film            | Demon Slayer: Kimetsu no Yaiba – The Movie: Mugen Train                            | BELLE Evangelion 3.0+1.0: Thrice Upon a Time Josee, The Tiger and the Fish Shirobako the Movie Words Bubble Up Like Soda Pop |
| Bestes Schauspiel (JP) | Yūki Kaji als Eren Jaeger (Attack On Titan Final Season Part I)                    | Ayane Sakura als Gabi Braun (Attack on Titan Final Season Part I) Kiyoshi Kobayashi als Daisuke Jigen (Ep. 0) (Lupin III. Part 6) Natsuki Hanae als Odokawa (Oddtaxi) Aoi Yūki als Kumoko (Ich bin eine Spinne, na und?) Kanata Aikawa als Ai Ohto (Wonder Egg Priority) |
| Bestes Schauspiel (EN) | David Wald als Ainosuke Shindo „ADAM“ (Sk8 the Infinity)                           | Brittany Cox als Fena (Fena: Pirate Princess) Laura Bailey als Tohru Honda (Fruits Basket The Final Season) Adam McArthur als Yuji Itadori (Jujutsu Kaisen 2nd Cour) Matt Shipman als Reki Kyan (Sk8 the Infinity) Anairis Quiñones als Rika Kawai (Wonder Egg Priority) |
| Bestes Schauspiel (DE) | René Dawn-Claude als Satoru Gojō (Jujutsu Kaisen 2nd Cour)                         | Torsten Münchow als Der Graf von Monte Christo (Der Graf von Monte Christo) Florian Knorn als Tai (Digimon Adventure: Last Evolution Kizuna) Rieke Werner als Sakura Matou (Fate/stay night [Heaven's Feel] III. spring song) Marios Gavrilis als Dio Brando (JoJo’s Bizarre Adventure) Tommy Morgenstern als Galo (Promare)                                                                |
| Bestes Schauspiel (FR) | Enzo Ratsito als Tanjiro Kamado (Demon Slayer Mugen Train Arc)                     | Mark Lesser als Satoru Gojo (Jujutsu Kaisen 2nd Cour) Brieuc Lemaire als Vanitas (The Case Study of Vanitas) Alexis Thomassian als Ombre (Ranking of Kings) Nancy Philippot als Raphtalia (The Rising of the Shield Hero) Olivier Premel als Takemichi Hanagaki (Tokyo Revengers) |
| Bestes Schauspiel (ES) | Marcel Navarro als Tanjiro Kamado (Demon Slayer Mugen Train Arc)                   | Blanca Rada als Tai Yagami (Digimon Adventure: Last Evolution Kizuna) Albert Trifol Segarra als Shinji Ikari (Evangelion: 3.0+1.01 – Thrice Upon a Time) Adelaida López als Usagi Tsukino (Pretty Guardian Sailor Moon Eternal: The Movie) Blanca Hualde „Neri“ als Brunhilde (Record of Ragnarok) Marc Zanni als Tatsu (Yakuza goes Hausmann)                                              |
| Bestes Schauspiel (LA) | Irwin Daayán als Rengoku (Demon Slayer Mugen Train Arc)                            | José Vilchis als Spike Spiegel (Cowboy Bebop) Victor Ugarte als Shinji Ikari (Evangelion: 3.0+1.01 – Thrice Upon a Time) José Gilberto Vilchis als Satoru Gojo (Jujutsu Kaisen 2nd Cour) Jessica Ángeles als Kaguya Shinomiya (Kaguya-sama: Love is War) Romina Marroquín als Kumoko (Ich bin eine Spinne, na und?)                                                                         |
| Bestes Schauspiel (PT) | Léo Rabelo als Satoru Gojo (Jujutsu Kaisen 2nd Cour)                               | Hannah Buttel als Vladilena Milizé (86: Eighty Six) Amanda Brigido als Nobara Kugisaki (Jujutsu Kaisen 2nd Cour) Carol Valença als Monkey D. Ruffy (One Piece) Luísa Viotti als Echidna (Re:Zero – Starting Life in Another World Season 2) Luiz Sérgio Vieira als Takemichi Hanagaki (Tokyo Revengers)                                                                                     |
| Bestes Schauspiel (RU) | Islam Gandzhaev (Ислам Ганджаев) als Tanjiro Kamado (Demon Slayer Mugen Train Arc) | Vlad Tokarev (Влад Токарев) als Eren Jaeger (Attack on Titan Final Season Part I) Olga Matskevich (Ольга Мацкевич) als Mire Yoshizuki (Looking For Magical DoReMi) Polina Rtischeva (Полина Ртищева) als Monkey D. Ruffy (One Piece) Elizaveta Sheikh (Елизавета Шейх) als Kumoko (Ich bin eine Spinne, na und?) Tatyana Shamarina (Татьяна Шамарина) als Vivy (Vivy -Fluorite Eye's Song-) |
| Bester Soundtrack      | Yuki Kajiura & Go Shiina (Demon Slayer Mugen Train Arc)                            | Hiroyuki Sawano & Kohta Yamamoto (86: Eighty Six) Mabanua (Megalo Box 2: Nomad) OMSB, Punpee & VaVa (Oddtaxi) Satoru Kosaki (Vivy -Fluorite Eye's Song-) Dé Dé Mouse & Mito (Wonder Egg Priority) |
| Bestes Opening         | Shinsei Kamattechan – Boku no senseo (Attack on Titan Final Season Part I)         | Yoasobi – Kaibutsu (Beastars) Who-ya Extended – VIVID VICE (Jujutsu Kaisen 2nd Cour) fhaná – Ai no Supreme! (Miss Kobayashi’s Dragon Maid S) Skirt and PUNPEE (Oddtaxi) Official Hige Dandism – Cry Baby (Tokyo Revengers) |
| Bestes Ending          | LiSA – Shirogane (Demon Slayer Mugen Train Arc)                                    | Yūko Andō – Shogeki (Attack on Titan Final Season Part I) Yoasobi – Yasashii Suisei (Beastars) ReoNA – Nai Nai (Shadows House) Yuuri – Infinity (Sk8 the Infinity) Aoi Yūki („Watashi“) – Ganbare! Kumoko-san no Theme (Ich bin eine Spinne, na und?) |
| Bestes Drama           | To Your Eternity                                                                   | 86: Eighty Six Fruits Basket The Final Season Kageki Shojo!! Oddtaxi Wonder Egg Priority |
| Beste Comedy           | Komi can’t communicate                                                             | Don't Toy With Me, Miss Nagatoro Heaven’s Design Team Life Lessons with Uramichi Oniisan Miss Kobayashi’s Dragon Maid S Oddtaxi |
| Beste Fantasy          | Meine Wiedergeburt als Schleim in einer anderen Welt                               | Mushoku Tensei Cour 1 Ranking of Kings The Case Study of Vanitas To Your Eternity Wonder Egg Priority |
| Beste Romanze          | Horimiya                                                                           | Beastars Fruits Basket The Final Season Don't Toy With Me, Miss Nagatoro Komi can’t communicate The Duke of Death and His Maid |
| Beste Action           | Jujutsu Kaisen 2nd Cour                                                            | Attack on Titan Final Season Part I Demon Slayer Mugen Train Arc SSSS.Dynazenon Vivy -Fluorite Eye's Song- Wonder Egg Priority |